# 下方置換

下方置換法の図。

下方置換(かほうちかん)とは、気体の捕集法の1つである。主に水に溶けやすく空気より重い気体の捕集に用いられる。気体の発生口を容器の奥のほうに入れる。そして発生口から出る気体を容器に集める。このとき容器の口は上に向けておく。この方法では空気の混入があるため、容器の口から気体が出てくるまで集めることで空気の混入割合を少なくするが、空気の混入は避けられない。また、無色の場合気体の捕集量も分かりにくい。
下方置換法で集める気体は、塩化水素・二酸化炭素・塩素・二酸化硫黄・硫化水素・フッ素などがある。